# ماكوتو إيجيما
ماكوتو إيجيما (باليابانية: 飯島誠 ) (و. 1971  م) هو راكب دراجة هوائية ياباني، ولد في طوكيو، شارك في الألعاب الأولمبية الصيفية 2008، ودورة الألعاب الآسيوية 1998، ودورة الألعاب الآسيوية 2002، ودورة الألعاب الآسيوية 1994، والألعاب الأولمبية الصيفية 2004، والألعاب الأولمبية الصيفية 2000، ودورة الألعاب الآسيوية 2006.
.

## التعليم
تعلم في جامعة شوؤو.

## روابط خارجية
- ماكوتو إيجيما على موقع الاتحاد الدولي للدراجات (الإنجليزية)
- ماكوتو إيجيما على موقع أرشيف الدراجات (الإنجليزية)
- ماكوتو إيجيما على موقع إحصائيات الدراجات الإحترافية (الإنجليزية)
- ماكوتو إيجيما على موقع نسبة الدراجات (الإنجليزية)
- ماكوتو إيجيما على موقع أوليمبيديا (الإنجليزية)